# Rachel Morris
Rachel Morris, née le 25 avril 1979 à Guildford, est une cycliste  et rameuse britannique.

## Résultats

### Jeux paralympiques
| Épreuve / Édition | Épreuve / Édition | Pékin 2008     | Londres 2012 | Rio 2016 |
| ----------------- | ----------------- | -------------- | ------------ | -------- |
| cyclisme          | cyclisme          | 1re (HC A/B/C) | 3e (H1-3)    | -        |
| aviron            | aviron            | -              | -            | 1re      |

### Championnats du monde d'aviron
| Épreuve / Édition | Épreuve / Édition | Amsterdam 2014 | Aiguebelette 2015 |
| ----------------- | ----------------- | -------------- | ----------------- |
| skiff             | skiff             | 5e             | 2e                |